# Consulenza finanziaria
La consulenza finanziaria ha per oggetto la pianificazione e il monitoraggio di obiettivi e risorse finanziarie di ogni possibile soggetto economico, che, non essendo in possesso di adeguate competenze e professionalità, si rivolge ad un professionista del settore, il consulente finanziario. La consulenza consiste nel fornire al cliente indicazioni utili per effettuare scelte di investimento e nel consigliare le operazioni più adeguate in relazione alla situazione economica e agli obiettivi del cliente stesso.
In particolare essa è caratterizzata:
a) dall'esistenza di un rapporto bilaterale e personalizzato tra il consulente e il cliente, fondato sulla conoscenza degli obiettivi di investimento e della situazione finanziaria del cliente stesso, così che le indicazioni siano elaborate in considerazione della situazione individuale dello specifico investitore. 
L'attività di consulenza entra nel merito delle singole questioni economiche finanziarie valutando le possibili scelte di investimento e finanziamento e il relativo effetto sull'equilibrio finanziario generale del soggetto economico. Il consulente finanziario indipendente si pone, in sintesi, come un "decodificatore" delle complessità, opportunità e minacce che i mercati finanziari pongono di fronte agli investitori. Supporta l'investitore nel percorso che l porterà alla consapevolezza delle proprie scelte in materia di investimenti.

## Oggetto della consulenza finanziaria
La consulenza può avere ad oggetto:
- il benessere finanziario presente e futuro dell'individuo e della sua famiglia;
- l'equilibrio complessivo dell'azienda e le valutazioni di convenienza nelle scelte di investimento e finanziamento;
- l'eventuale commistione tra i primi due ambiti nel caso dell'imprenditore, ad esempio nella complessità della gestione delle aziende a forte connotazione familiare;

Con l'attuazione della direttiva europea MiFID (Markets in Financial Instruments Directive), l'investitore italiano può scegliere di affidare i suoi risparmi ad una nuova figura nel mondo finanziario: il consulente finanziario autonomo (indipendente), ovvero l'unica figura professionale completamente svincolata da qualsiasi intermediario finanziario, banca e assicurazione e il consulente finanziario abilitato all'offerta fuori sede di prodotti finanziari.
Il consulente finanziario indipendente è in grado di assistere gli investitori nella scelta di soluzioni ottimali ed adeguate, proteggendoli dai consigli viziati da eventuali conflitti di interesse. Il consulente finanziario indipendente, a differenza degli intermediari, viene pagato a parcella direttamente dal cliente. 
Sono soprattutto i clienti “affluent” con grandi patrimoni ad usufruire della consulenza indipendente o Family Office.  
Dal 3 dicembre 2018, oltre i consulenti finanziari indipendenti, sono state autorizzate ad operare le SCF, società di consulenza finanziaria indipendente, anch'esse dotate del requisito di indipendenza e sempre in assenza di conflitti di interesse e remunerate esclusivamente dal cliente.
Anche in Italia e senza cambiare banca, il cliente può scegliere di farsi consigliare dal consulente della banca che ha avuto fino ad oggi, oppure scegliere un consulente finanziario indipendente. L'importante è verificare sempre l'iscrizione di ogni professionista presso l'organismo di stato dei consulenti finanziari OCF.

## Come si diventa consulenti finanziari abilitati all'offerta fuori sede e consulenti autonomi[3]
In Italia, per diventare consulente finanziario abilitato all'offerta fuori sede o consulente finanziario autonomo (indipendente), è necessario seguire un percorso regolamentato dall'Organismo di vigilanza e tenuta dell'Albo unico dei Consulenti Finanziari (OCF). Il primo passo è il superamento di un esame di abilitazione, che verifica le competenze in materia di strumenti finanziari, normativa di settore, fiscalità e tecniche di consulenza. Per accedere all'esame, non è richiesto un titolo di studio specifico se non il diploma di scuola superiore, ma una buona preparazione in economia e finanza è fondamentale.
Dopo il superamento dell'esame, il candidato deve iscriversi all’Albo unico dei Consulenti Finanziari, scegliendo tra la sezione degli abilitati all’offerta fuori sede (che operano per conto di banche, SIM o intermediari finanziari) o quella dei consulenti finanziari autonomi, che operano in modo indipendente, senza legami con intermediari e remunerati esclusivamente a parcella dal cliente.
Il candidato dovrà inoltre preventivamente sottoscrivere un'assicurazione professionale che lo copra almeno fino a 1.000.000€ per cliente e 5.000.000 l'anno. L'iscrizione richiede anche il rispetto di requisiti di onorabilità e professionalità, nonché la redazione di un programma di attività. I consulenti finanziari sono inoltre tenuti a seguire corsi di aggiornamento professionale continuo per mantenere l’abilitazione e offrire ai clienti un servizio conforme alla normativa vigente.

## La consulenza finanziaria al di fuori dell'Italia.
La consulenza finanziaria varia significativamente a livello internazionale, influenzata dalle diverse normative, pratiche di mercato e culture finanziarie. 
Stati Uniti
Negli Stati Uniti, i consulenti finanziari sono principalmente regolamentati dalla Securities and Exchange Commission (SEC) e dalla Financial Industry Regulatory Authority (FINRA). Esistono due principali categorie di consulenti:
- Registered Investment Advisors (RIA): Questi professionisti forniscono consulenze su investimenti e sono tenuti a registrarsi presso la SEC o le autorità statali competenti, a seconda delle dimensioni delle attività gestite. Devono aderire a un rigoroso dovere fiduciario, obbligandoli a mettere gli interessi dei clienti al di sopra dei propri.
- Broker-Dealers: Questi intermediari effettuano operazioni di acquisto e vendita di titoli per conto dei clienti e possono offrire consulenze sugli investimenti. Sono regolamentati da FINRA e sono soggetti a standard di idoneità, che richiedono raccomandazioni adeguate ma non necessariamente nel migliore interesse del cliente.

Regno Unito
Nel Regno Unito, la consulenza finanziaria è regolamentata dalla Financial Conduct Authority (FCA). A seguito della Retail Distribution Review (RDR) del 2013, sono state introdotte riforme significative per aumentare la trasparenza e ridurre i conflitti di interesse. I consulenti finanziari non possono più ricevere commissioni da fornitori di prodotti finanziari e devono essere remunerati direttamente dai clienti. Inoltre, devono soddisfare criteri più elevati di qualificazione professionale.
Unione Europea
La direttiva MiFID II (Markets in Financial Instruments Directive II), implementata nel 2018, ha armonizzato la regolamentazione dei servizi finanziari all'interno dell'Unione Europea. Questa direttiva ha introdotto requisiti più stringenti per la consulenza finanziaria, tra cui maggiore trasparenza sui costi e sulle commissioni, obblighi di adeguatezza delle raccomandazioni e misure per gestire i conflitti di interesse.
Asia
La regolamentazione della consulenza finanziaria in Asia varia notevolmente tra i diversi paesi. Ad esempio:
- Hong Kong: La Securities and Futures Commission (SFC) supervisiona i consulenti finanziari, richiedendo loro di ottenere licenze specifiche e aderire a standard professionali rigorosi.
- Singapore: La Monetary Authority of Singapore (MAS) regola i consulenti finanziari attraverso il Financial Advisers Act, imponendo requisiti di licenza e standard di condotta per garantire la protezione degli investitori.

Australia
In Australia, la consulenza finanziaria è regolamentata dalla Australian Securities and Investments Commission (ASIC). Dopo le riforme del Future of Financial Advice (FOFA) del 2012, sono stati introdotti obblighi fiduciari per i consulenti finanziari, vietando le commissioni conflittuali e richiedendo una maggiore trasparenza nei costi dei servizi.